# صبيراوات
الصبيراوات (الاسم العلمي: Opuntioideae) هي أسرة من النباتات تتبع الفصيلة الصبارية من رتبة القرنفليات.

## قبائل الصبيراوات
- الصبيراوية
  - الصبير

## الأنواع
أنواع هذا الكائن:
- كود سباركل
- تحديث القائمة

قبيلة:صبيراوية 
اسم علمي: Opuntieae